# Matt & Kim
Matt & Kim es un dúo de indie rock que residen en Brooklyn, Nueva York. La banda se formó en el 2004 por Mat Johnson (vocales/teclados) y Kim Schifino (batería/vocales).

## Historia
Los dos se conocieron en el Instituto Pratt en Brooklyn. Matt es de Vermont y Kim de Rhode Island. Su estilos dance y energéticos han ganado seguidores locales, y también presencia a través de redes sociales en sitios como YouTube, MySpace, y Facebook.
Una vez que comenzaron como banda, residieron en la casa de los padres de Matt, grabando en el ático. El hermano de Matt, Fletcher, actuaba cómo juez, criticando sus canciones y ayudándolos a los dos a tener un mejor ritmo.

### Grand
Su segundo álbum, Grand, fue lanzado el 20 de enero de 2009, en el sello Fader Label. Tuvieron una actitud de hacerlo ellos mismos hacia su música. También tienen gustos musicales de amplio alcance, incluyendo el Top 40 en hip hop. Se presentaron en el show Pitchfork Music Festival en Chicago el 18 de julio de 2009. El 28 de agosto de 2009, el dúo se presentó en la gala número 25 Street Scene en San Diego, en Outside Lands Music y Arts Festival dos días después.
Su canción "Good Ol' Fashion Nightmare" fue presentada durante la promoción y episodios iniciales del show de NBC, Community. En el 2009, su canción "Daylight" fue presentada en el comercial Bacardi, y también en el segundo episodio de Community. Sin embargo, Matt & Kim han insistido que hay industrias que ellos nunca colaborarían, como las compañías de cigarrillos. El 26 de agosto de 2009, Matt & Kim tocaron la canción "Daylight" en Jimmy Kimmel Live!. Por otra parte, la canción es presentada en Live 10, y como una versión remixada con Da La Soul en FIFA 10. La canción sin remixar de "Daylight" también está en la Banda sonora de NBA, Live 10 y en la Banda sonora de Need for Speed: Nitro. Una versión de la canción con la letra cambiada a Simlish es usada para la estación de radio "Indie" en Los Sims 3. "Daylight" fue usada en los créditos finales de Entourage en la temporada 6.
El 13 de septiembre, Matt & Kevin ganó un premio por "Lessons Learned" en los premios MTV Video Music Awards en el 2009. El vídeo también fue premiado por Mejor Vídeo Woodie en los premios de mtvU Woodie.
La canción "Cinders" apareció en el episodio número dos de la serie de HBO, 24/7.
La canción "Don't Slow Down" apareció en el primer episodio de la Temporada 3 de Gossip Girl como también en el episodio de Degrassi, "Purple Pills (Parte Dos)."
La canción "Daylight" apareció en el comercial Kinect Adventures para Xbox 360. También apareció en el comercial de Bacardi Mojito.
Según su página web, "Matt y Kim están en el estudio en el seguimiento de Grand que será lanzado éste otoño," "Matt y Kim también tienen un éxito en una campaña publicitaria en Australia para el bar Mars, que usa su canción "Daylight."
Su tercer álbum, Sidewalks, está programada para el 2 de noviembre de 2010. El primer sencillo del álbum, "Cameras" fue lanzado el 31 de agosto.

### Vídeo Lessons Learned
El vídeo para "Lessons Learned", en que el dúo aparece al punto de desnudarse en Times Square, fue grabada en Times Square en febrero, de acuerdo al dúo y al director del vídeo. El dúo dijo que la intervención de la policía no fue puesta en escena, y la policía los dejó después que les dijeron que tenía permiso para grabar un comercial de Mayonnaise.  El vídeo ganó un premio en MTV por Vídeo del Año en el 2009.

## Discografía
- Matt & Kim (2006)
- Grand (2009)
- Sidewalks (2010)
- Lightning (2012)
- New Glow (2015)
- Almost Everyday (2018)